# Gerolamo Bassano
Gerolamo Dal Ponte, noto anche come Gerolamo Bassano (Bassano del Grappa, 3 giugno 1566 – Bassano del Grappa, 8 novembre 1621), è stato un pittore italiano.
Ultimo tra i figli di Jacopo, di cui fu allievo ed emulatore, operò come copista. Tra il 1580 e il 1581 collaborò col padre nella realizzazione della pala della Vergine e le sante Agata e Apollonia, oggi nel Museo Civico di Bassano. La sua pennellata appare libera, caratterizzata dalle tinte del violaceo, del grigio, del bruno e dell'olivastro. Morto il padre, collaborò col fratello Leandro. Trasferitosi dopo il 1595 a Venezia, si sposò con Zanetta Biava. Collaboratore nel cantiere di Palazzo Ducale, si nota la sua mano nel San Giovanni Evangelista sito nel Salotto Quadrato, in una paletta a Hampton Court e in un quadro raffigurante la Vergine coi santi Fortunato ed Ermagora.